# Caterpillar 305

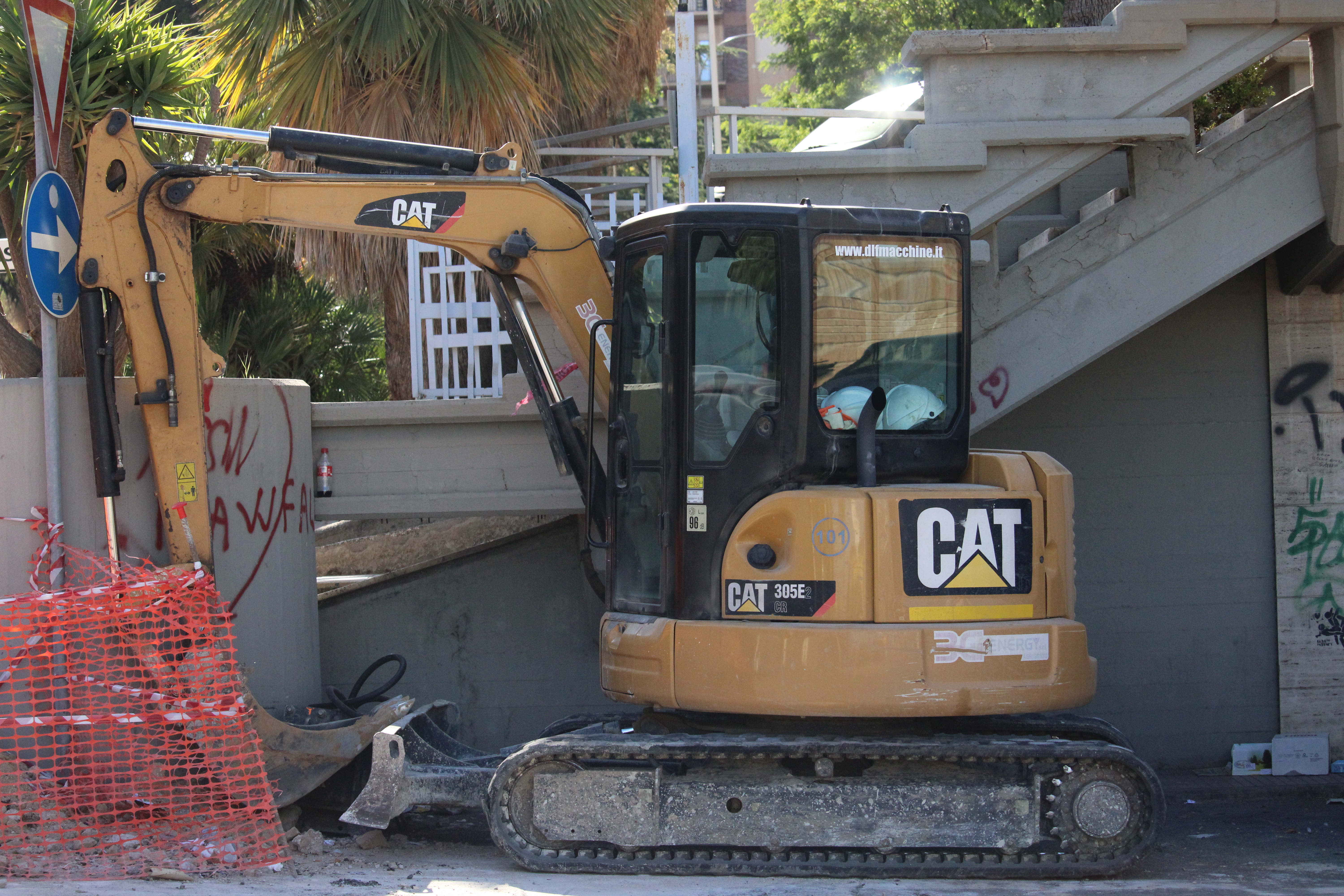
Cat 305E2 CR

Il Caterpillar 305 CR è un escavatore costruito dalla ditta statunitense Caterpillar.

## Descrizione
La serie 305 di Caterpillar comprende diverse versioni di miniescavatori. Presentano un design a raggio compatto che consente di accedere e lavorare negli spazi più ristretti. Dotati di funzionalità quali funzionamento al minimo automatico, spegnimento automatico del motore e idraulica efficiente con pompa a cilindrata variabile.

## Altre versioni
- Cat 305C CR[2][3]
- Cat 305D CR[4]
- Cat 305E CR[5]
- Cat 305E2 CR[6]
- Cat 305.5D CR[7]
- Cat 305.5E CR[8]
- Cat 305.5E2 CR[9]

## Caratteristiche tecniche
| Versioni 305   | Versioni 305      | Versioni 305  | Versioni 305 | Versioni 305  | Versioni 305 | Versioni 305 | Versioni 305 | Versioni 305 | Versioni 305           | Versioni 305     |
| Versione       | Modello           | Potenza netta | Cavalli      | Potenza lorda | Cavalli      | Alesaggio    | Corsa        | Cilindrata   | Emissioni              | Potenza nominale |
| -------------- | ----------------- | ------------- | ------------ | ------------- | ------------ | ------------ | ------------ | ------------ | ---------------------- | ---------------- |
| Cat 305 CR     | Cat C1.7          | 33.6 kw       |              | 36.1 kW       |              | 84 mm        | 100 mm       | 1.662 l      | Standard EU Stage V    | 33.6 kW          |
| Cat 305C CR    | Mitsubishi S4Q2-T | 35 kW         | 47.6 hp      | 36.2 kW       | 49.2 hp      | 88 mm        | 103 mm       | 2.5 l        | Standard EU Stage IIA  | 36.2 kW          |
| Cat 305D CR    | Mitsubishi S4Q2   | 31 kW         | 42 hp        | 32.2 kW       | 43 hp        | 88 mm        | 103 mm       | 2.5 l        | Standard EU Stage IIIA | 32.2 kW          |
| Cat 305E CR    | Cat C2.4          | 30 kW         | 40.2 hp      | 31.2 kW       | 41.8 hp      | 87 mm        | 102.4 mm     | 2.4 l        | Standard EU Stage IIIA | 31.2 kW          |
| Cat 305E2 CR   | Cat C2.4          | 30 kW         | 40.2 hp      | 31.2 kW       | 41.8 hp      | 87 mm        | 102.4 mm     | 2.4 l        | Standard EU Stage IIIA | 30 kW            |
| Versioni 305.5 |                   |               |              |               |              |              |              |              |                        |                  |
| Cat 305.5D CR  | Mitsubishi S4Q2-T | 35 kW         | 47 hp        | 36.2 kW       | 49 hp        | 88 mm        | 103 mm       | 2.5 l        | Standard EU Stage IIIA | 36.2 kW          |
| Cat 305.5E CR  | Cat C2.4          | 32.9 kW       | 44.2 hp      | 34.1 kW       | 45.7 hp      | 87 mm        | 102.4 mm     | 2.4 l        | Standard EU Stage IIIA | 34.1 kW          |
| Cat 305.5E2 CR | Cat C2.4          | 32.9 kW       | 44.1 hp      | 34.1 kW       | 45.7 hp      | 87 mm        | 102.4 mm     | 2.4 l        | Standard EU Stage IIIA | 34.1 kW          |

| Versione       | Portata della pompa | Pressione massima - Attrezzatura | Pressione massima - Rotazione | Pressione massima - Traslazione | Flusso circuito ausiliario primario | Flusso circuito ausiliario secondario | Forza di scavo Benna | Forza di scavo avambraccio standard | Forza di scavo avambraccio lungo |
| Versioni 305   | Versioni 305        | Versioni 305                     | Versioni 305                  | Versioni 305                    | Versioni 305                        | Versioni 305                          | Versioni 305         | Versioni 305                        | Versioni 305                     |
| -------------- | ------------------- | -------------------------------- | ----------------------------- | ------------------------------- | ----------------------------------- | ------------------------------------- | -------------------- | ----------------------------------- | -------------------------------- |
| Cat 305 CR     | 133 L/min           | 265 bar                          | 200 bar                       | 265 bar                         | 80 L/min                            | 28 L/min                              | 49.2 KN              | 28.3 KN                             | 25.2 kN                          |
| Cat 305C CR    | 130 L/min           | 245 bar                          | 184 bar                       | 245 bar                         | 70 l/min                            | 35 l/min                              | 50.9 kN              | 28.9 kN                             | 24.8 kN                          |
| Cat 305D CR    | 120 L/min           | 245 bar                          | 185 bar                       | 245 bar                         | 70 L/min                            | 35 L/min                              | 44.7 kN              | 24.7 kN                             | 21.3 kN                          |
| Cat 305E CR    | 150 L/min 3         | 245 bar                          | 185 bar                       | 245 bar                         | 70 L/min                            | 38 L/min                              | 44.7 kN              | 24.7 kN                             | 21.3 kN                          |
| Cat 305E2 CR   | 150 L/min           | 245 bar                          | 216 bar                       | 245 bar                         | 80 L/min                            | 25 L/min                              | 44.7 kN              | 24.7 kN                             | 21.3 kN                          |
| Versioni 305.5 |                     |                                  |                               |                                 |                                     |                                       |                      |                                     |                                  |
| Cat 305.5D CR  | 130 L/min           | 245 bar                          | 185 bar                       | 245 bar                         | 70 L/min                            | 35 L/min                              | 50.9 kN              | 28.9 kN                             | 24.8 kN                          |
| Cat 305.5E CR  | 129.6 L/min         | 245 bar                          | 185 bar                       | 245 bar                         | 70 L/min                            | 38 L/min                              | 50.9 kN              | 28.9 kN                             | 24.8 kN                          |
| Cat 305.5E2 CR | 163 L/min           | 245 bar                          | 216 bar                       | 245 bar                         | 80 L/min                            | 25 L/min                              | 50.9 kN              | 28.9 kN                             | 24.8 kN                          |

| Versione       | Sistema di raffreddamento | Olio motore  | Impianto idraulico | Serbatoio idraulico | Serbatoio del combustibile |
| Versioni 305   | Versioni 305              | Versioni 305 | Versioni 305       | Versioni 305        | Versioni 305               |
| -------------- | ------------------------- | ------------ | ------------------ | ------------------- | -------------------------- |
| Cat 305 CR     | 11 L                      | 6 L          | 75 L               | 60 L                | 63 L                       |
| Cat 305C CR    | 11 L                      | 7 L          | 72 L               | 78 L                | 72 L                       |
| Cat 305D CR    | 10.7 L                    | 8.2 L        | 48 L               | 78 L                | 70 L                       |
| Cat 305E CR    | 10.5 L                    | 9.5 L        | 68.3 L             | 78 L                | 63 L                       |
| Cat 305E2 CR   | 10.5 L                    | 9.5 L        | 68.3 L             | 78 L                | 63 L                       |
| Versioni 305.5 |                           |              |                    |                     |                            |
| Cat 305.5D CR  | 10.7 L                    | 8.2 L        | 48 L               | 78 L                | 70 L                       |
| Cat 305.5E CR  | 10.5 L                    | 9.5 L        | 68.3 L             | 78 L                | 63 L                       |
| Cat 305.5E2 CR | 10.5 L                    | 9.5 L        | 68.3 L             | 78 L                | 63 L                       |

| Versione       | Larghezza pattini | Numero di pattini (per ogni lato) | Lunghezza cingoli |
| Versioni 305   | Versioni 305      | Versioni 305                      | Versioni 305      |
| -------------- | ----------------- | --------------------------------- | ----------------- |
| Cat 305 CR     | 400 mm            | 40                                | 2.580 mm          |
| Cat 305C CR    | 400 mm            | 40                                | 2580 mm           |
| Cat 305D CR    | 400 mm            | 40                                | 2580 mm           |
| Cat 305E CR    | 400 mm            | 40                                | 2580 mm           |
| Cat 305E2 CR   | 400 mm            | 40                                | 2.580 mm          |
| Versioni 305.5 |                   |                                   |                   |
| Cat 305.5D CR  | 400 mm            | 40                                | 2580 mm           |
| Cat 305.5E CR  | 400 mm            | 40                                | 2580 mm           |
| Cat 305.5E2 CR | 400 mm            | 40                                | 2580 mm           |

| Versione       | Velocità di rotazione | Rotazione braccio sinistra                      | Rotazione braccio destra | Velocità di marcia alta | Velocità di marcia bassa | Forza di trazione massima Alta velocità | Forza di trazione massima Bassa velocità | Pendenza     |
| Versioni 305   | Versioni 305          | Versioni 305                                    | Versioni 305             | Versioni 305            | Versioni 305             | Versioni 305                            | Versioni 305                             | Versioni 305 |
| -------------- | --------------------- | ----------------------------------------------- | ------------------------ | ----------------------- | ------------------------ | --------------------------------------- | ---------------------------------------- | ------------ |
| Cat 305 CR     | 9 giri/min            | 72 gradi                                        | 50 gradi                 | 5,0 km/h                | 2,8 km/h                 | 24,7 kN                                 | 50,5 kN                                  | 30 gradi     |
| Cat 305C CR    | 9 giri/min            | 80 gradi (senza arresto) 60 gradi (con arresto) | 50°                      | 4.6 km/h                | 2.6 km/h                 | 27.1 kN                                 | 48.1 kN                                  | 30 gradi     |
| Cat 305D CR    | 9 giri/min            | 80 gradi (senza arresto) 60 gradi (con arresto) | 50°                      | 4.6 km/h                | 2.7 km/h                 | 24.0 kN                                 | 45.2 kN                                  | 30 gradi     |
| Cat 305E CR    | 9 giri/min            | 80 gradi (senza arresto) 60 gradi (con arresto) | 50°                      | 4.6 km/h                | 2.6 km/h                 | 24.1 kN                                 | 45.2 kN                                  | 30 gradi     |
| Cat 305E2 CR   | 10 giri/min           | 80 gradi (senza arresto) 60 gradi (con arresto) | 50 gradi                 | 4.4 km/h                | 2.8 km/h                 | 24.1 kN                                 | 45.2 kN                                  | 30 gradi     |
| Versioni 305.5 |                       |                                                 |                          |                         |                          |                                         |                                          |              |
| Cat 305.5D CR  | 9 giri/min            | 80 gradi (senza arresto) 60 gradi (con arresto) | 50°                      | 4.6 km/h                | 2.8 km/h                 | 26.8 kN                                 | 47.8 kN                                  | 30 gradi     |
| Cat 305.5E CR  | 9 giri/min            | 80 gradi (senza arresto) 60 gradi (con arresto) | 50°                      | 4.6 km/h                | 2.8 km/h                 | 26.8 kN                                 | 47.8 kN                                  | 30 gradi     |
| Cat 305.5E2 CR | 10 giri/min           | 80 gradi (senza arresto) 60 gradi (con arresto) | 50°                      | 4.5 km/h                | 2.8 km/h                 | 26.8 kN                                 | 47.8 kN                                  | 30 gradi     |

| Versione       | Cabina/Struttura standard                 | Livello di potenza sonora esterna | Livello di potenza sonora interna |
| Versioni 305   | Versioni 305                              | Versioni 305                      | Versioni 305                      |
| -------------- | ----------------------------------------- | --------------------------------- | --------------------------------- |
| Cat 305 CR     | ROPS ISO 12117-2:2008                     | ISO 6395:2008 97 dB(A)            | ISO 6396:2008 76 dB(A)            |
| Cat 305C CR    | FOPS ISO 10262 (Livello 1) TOPS ISO 12117 | 2000/14/EC 96 dB(A)               | ISO 6396:2008 78 dB(A)            |
| Cat 305D CR    | FOPS ISO 10262 (Livello 1) TOPS ISO 12117 | ISO 6395:2008 97 dB(A)            | ISO 6396:2008 76 dB(A)            |
| Cat 305E CR    | FOPS ISO 10262 (Livello 1) TOPS ISO 12117 | ISO 6395:2008 97 dB(A)            | ISO 6396:2008 76 dB(A)            |
| Cat 305E2 CR   | ROPS ISO 12117-2:2008 TOPS ISO 12117      | ISO 6395:2008 97 dB(A)            | ISO 6396:2008 76 dB(A)            |
| Versioni 305.5 |                                           |                                   |                                   |
| Cat 305.5D CR  | FOPS ISO 10262 (Livello 1) TOPS ISO 12117 | ISO 6395:2008 97 dB(A)            | ISO 6396:2008 76 dB(A)            |
| Cat 305.5E CR  | FOPS ISO 10262 (Livello 1) TOPS ISO 12117 | ISO 6395:2008 97 dB(A)            | ISO 6396:2008 76 dB(A)            |
| Cat 305.5E2 CR | ROPS ISO 12117-2:2008 TOPS ISO 12117      | ISO 6395:2008 97 dB(A)            | ISO 6396:2008 76 dB(A)            |

Valori trascritti dal sito ufficiale Caterpillar e MMT.

## Galleria d'immagini

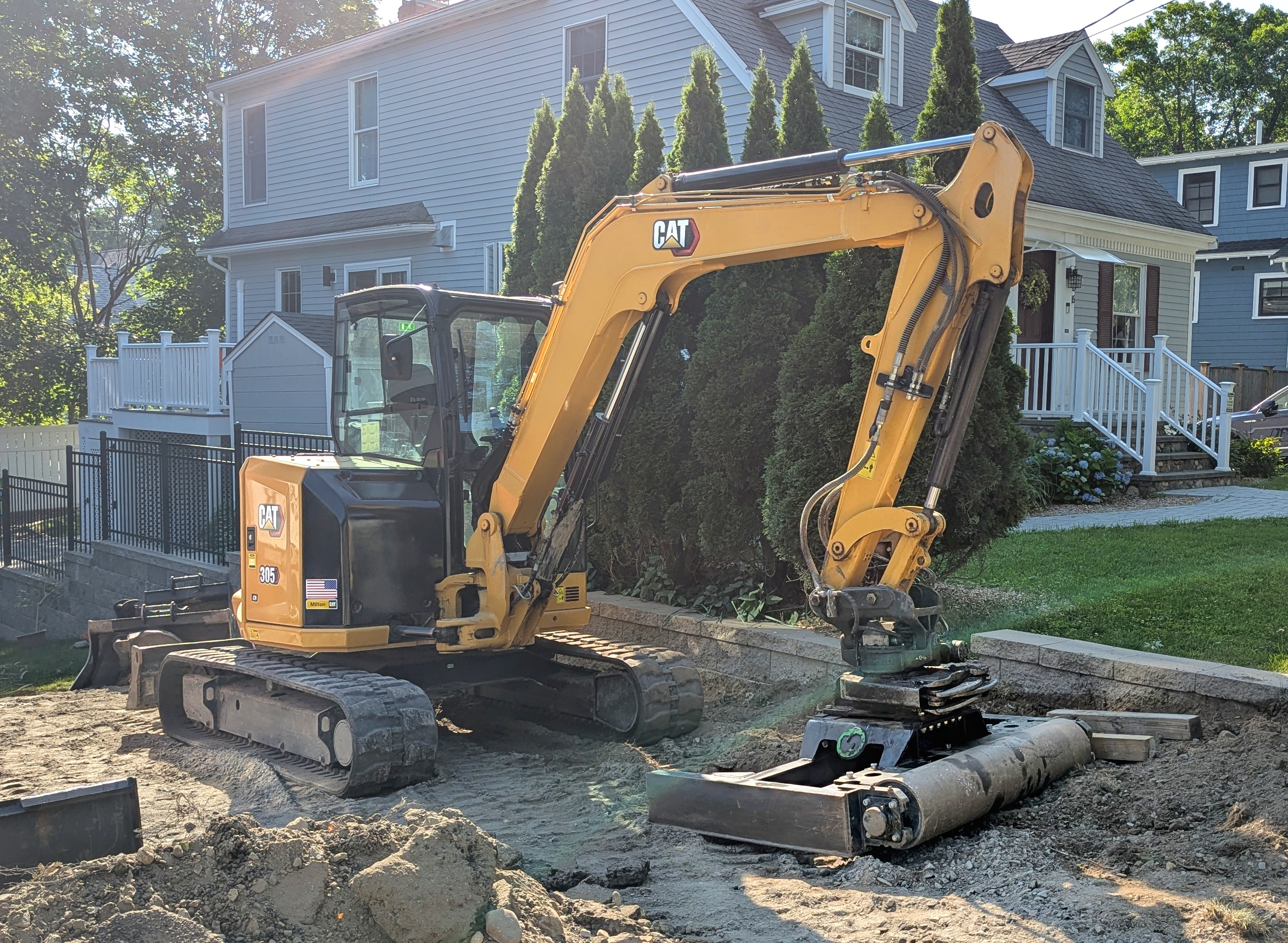
Cat 305
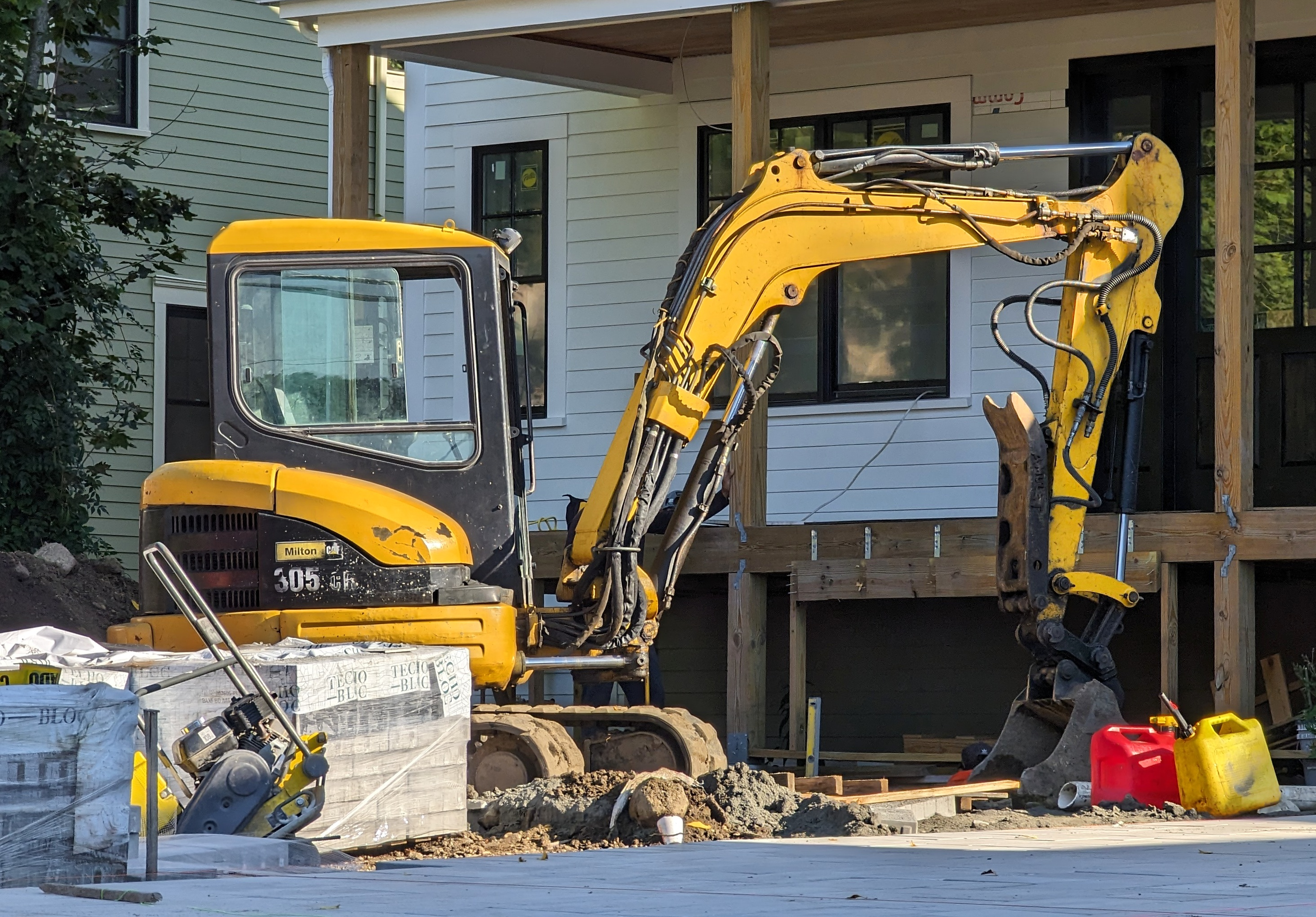
Cat 305 CR
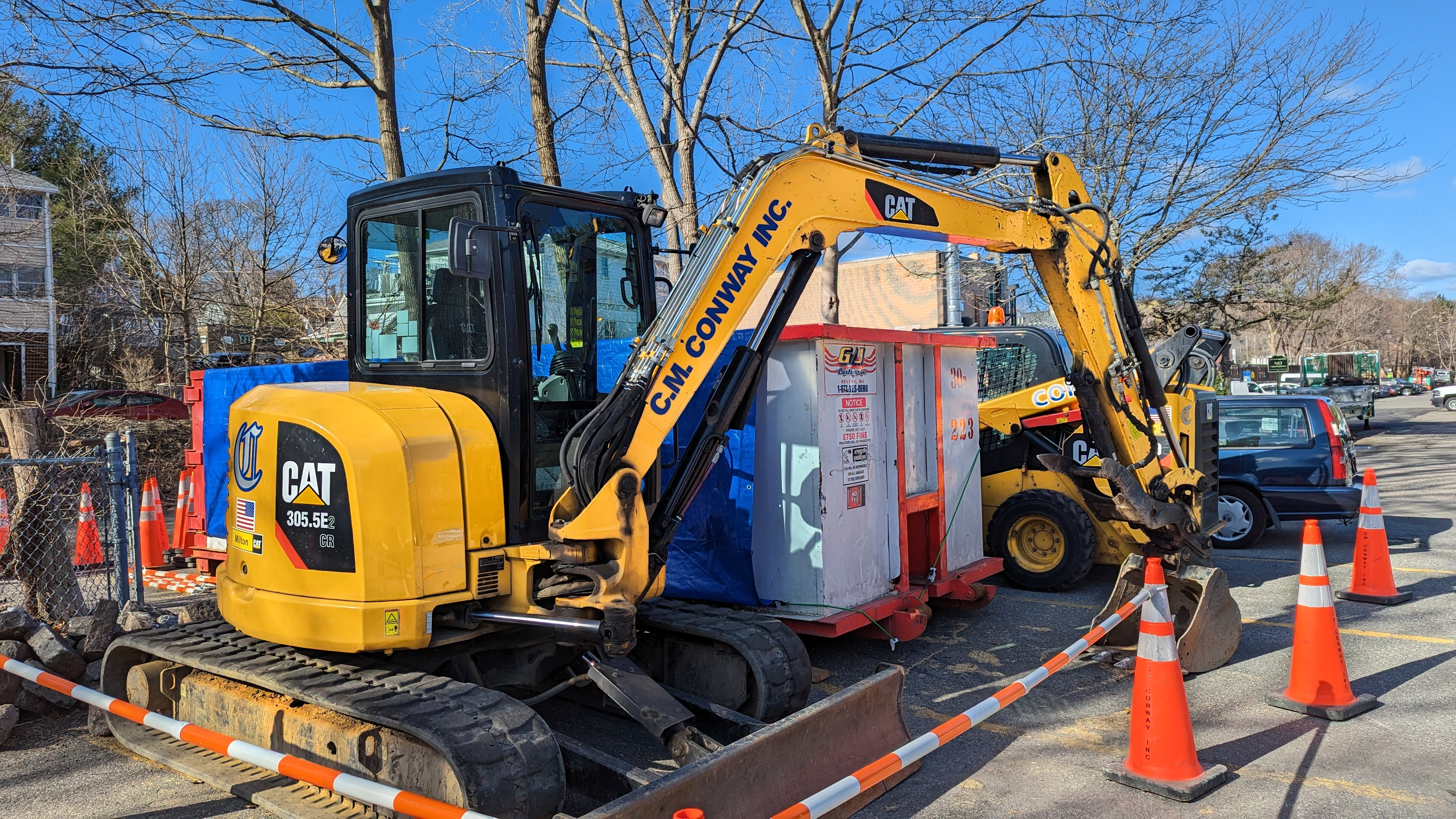
CAT 305.5 CR